# Todd McClure
Ryan Todd McClure (* 16. Februar 1977 in Baton Rouge, Louisiana) ist ein ehemaliger US-amerikanischer American-Football-Spieler auf der Position des Centers. Er spielte seine gesamte Karriere bei den Atlanta Falcons in der National Football League (NFL).

## Frühe Jahre
McClure ging in seiner Geburtsstadt Baton Rouge auf die Highschool. Später besuchte er die Louisiana State University.

## NFL
McClure wurde im NFL-Draft 1999 in der siebten Runde an 237. Stelle von den Atlanta Falcons ausgewählt. Auf Grund eines Kreuzbandrisses im rechten Knie, welchen er sich im Trainingscamp zuzog, verpasste er seine komplette Rookiesaison. Doch schon in seiner zweiten Saison wurde er zum startenden Center ernannt, nachdem der eigentliche Center Calvin Collins auf die Position des Offensive Guards wechselte. Bis zu seinem Ausscheiden aus der NFL verpasste er nur ein einziges Spiel. Am 13. März 2013 gab McClure seinen Rücktritt aus der NFL bekannt. Der Falcons-Owner Arthur Blank gab noch auf der Pressekonferenz bekannt, dass McClure nicht lange darauf warten müsse, bis er den Atlanta Falcons Ring of Honor (Eine Auszeichnung des Franchises für besondere Leistungen) bekäme.